# 7. SS-Freiwilligen-Gebirgs-Division "Prinz Eugen"
La 7. SS-Freiwilligen-Gebirgs-Division "Prinz Eugen" fu una divisione di fanteria da montagna delle Waffen-SS costituita nel marzo 1942 durante la seconda guerra mondiale con Volksdeutsche (uomini di stirpe tedesca o tedeschi "etnici") provenienti dai territori dell'ex Impero austro-ungarico, principalmente gli svevi del Danubio della Vojvodina, della Croazia e della Transilvania. Il nome di tale divisione fu scelto in onore di Eugenio di Savoia, aristocratico e condottiero che sebbene italiano di nascita e francese per cultura, che servì nell'esercito asburgico in numerose battaglie tra la fine del Seicento e gli inizi del Settecento, illustrandosi come uno dei principali condottieri del periodo.
Famosa per la combattività e l'aggressività dimostrata dai suoi soldati (definiti "svevi" nelle fonti jugoslave) soprattutto durante le grandi offensive antipartigiane sul Fronte jugoslavo, era molto temuta dai partigiani; fu inoltre protagonista di brutali azioni di repressione contro nemici, prigionieri e civili, macchiandosi di numerosi crimini e atrocità.

## Storia
La divisione venne fin dall'inizio impegnata in operazioni anti-partigiane nei Balcani, e proprio durante queste operazioni, nell'ottobre del 1942, ebbe il battesimo del fuoco mentre svolgeva attività di pattuglia sulle montagne al confine tra Serbia e Montenegro a est del fiume Ibar. Poco dopo quest'azione, la divisione venne trasferita nell'area di Zagabria-Karlovac, prendendo parte all'Operazione Weiss con altre unità tedesche; il cui obiettivo era la distruzione delle forze partigiane di Tito.
Nei mesi seguenti, la divisione venne inserita nel Gruppo d'armate E, e, nel maggio 1942 prese parte ad una nuova operazione anti-partigiana, questa volta denominata Operazione Schwarz, con unità inviate a nord di Sarajevo, e in seguito nella zona di Mostar. Successivamente fu impegnata lungo la costa dalmata per disarmare i soldati italiani dopo l'armistizio dell'8 settembre, occupando di lì a poco Spalato, le cittadine di Brazza, Lesina, l'isola di Curzola e la penisola di Sabbioncello.
Durante questa fase, in seguito alla resa non immediata della divisione di fanteria Bergamo, che insieme ad altri reparti difendeva la piazza di Spalato, venne compiuto il massacro di Trilj, nel quale trovò la morte la maggior parte degli ufficiali della Bergamo, oltre a diversi altri ufficiali appartenenti a reparti ausiliari o di Corpo d'armata presenti sul posto, per un totale di 3 generali e 47 ufficiali superiori o subalterni.
Nel dicembre 1943 la divisione prese parte ad una nuova operazione contro le forze di Tito, che si concluse nuovamente con un nulla di fatto.
Nel gennaio 1944 la Prinz Eugen venne trasferita nella zona di Spalato e Ragusa per un ulteriore addestramento e per essere riorganizzata e riequipaggiata. A marzo riprese la propria attività anti-partigiana in Bosnia, a maggio tale attività spinse la divisione fino alla Drvar. In seguito, ad agosto la divisione venne destinata al fronte, dato che le truppe sovietiche e bulgare, stavano avanzando velocemente: operazione Rübezahl.
Nel settembre del 1944 la divisione venne impegnata nel ruolo più importante di tutta la propria storia. La Prinz Eugen, insieme con altre unità delle Waffen-SS, fu impegnata nel costituire una testa di ponte per permettere a oltre 350.000 soldati tedeschi, di stanza in Grecia, di sfuggire ad un accerchiamento sovietico nei pressi del Corridoio di Vardar, in Macedonia. Dopo il successo dell'operazione la divisione, come retroguardia delle armate tedesche, fu impegnata in una lunga ritirata da Čačak, passando per Brčko e superando la Drina.
Nel gennaio del 1945 fu attaccata da formazioni partigiane nei pressi di Otok, e, in seguito fu trasferita nei pressi di Vukovar per fronteggiare l'avanzata combinata delle truppe sovietiche e delle forze partigiane di Tito. Dal febbraio all'aprile del 1945 la divisione fu impegnata contro sovietici e partigiani, terminando la guerra in Slovenia.

## Teatri operativi
- Fronte jugoslavo (1941-1945) (controllo territorio, operazioni anti-partigiane, difesa del fronte balcanico), novembre 1942 - maggio 1945

## Decorati con la Croce di Cavaliere
In totale furono 6 gli uomini decorati con la Croce di Cavaliere della Croce di Ferro.

## Comandanti
- SS-Obergruppenführer Artur Phleps (30 gennaio 1942 - 15 maggio 1943)
- SS-Brigadeführer Karl Reichsritter von Oberkamp (15 maggio 1943 - 30 gennaio 1944)
- SS-Brigadeführer Otto Kumm (30 gennaio 1944 - 20 gennaio 1945)
- SS-Brigadeführer August Schmidhuber (20 gennaio 1945 - 8 maggio 1945)